# Cộng đồng khoa học
Cộng đồng khoa học là một mạng lưới đa dạng các nhà khoa học tương tác với nhau. Nó bao gồm nhiều " cộng đồng phụ " làm việc trên các lĩnh vực khoa học cụ thể và trong các tổ chức cụ thể; các hoạt động liên ngành và liên tổ chức cũng rất đáng kể. Tính khách quan dự kiến sẽ đạt được bằng phương pháp khoa học. Đánh giá ngang hàng, thông qua thảo luận và tranh luận trong các tạp chí và hội nghị, hỗ trợ tính khách quan này bằng cách duy trì chất lượng của phương pháp nghiên cứu và giải thích kết quả.

## Lịch sử cộng đồng khoa học
Thế kỷ thứ mười tám có một số xã hội được tạo thành từ những người đàn ông nghiên cứu tự nhiên, còn được gọi là nhà triết học tự nhiên và nhà sử học tự nhiên, bao gồm cả những người nghiệp dư. Vì vậy, các xã hội này giống như các câu lạc bộ và các nhóm địa phương có lợi ích đa dạng hơn các cộng đồng khoa học thực tế, thường có lợi ích trong các chuyên ngành. Mặc dù có một vài xã hội đàn ông lớn tuổi nghiên cứu tự nhiên như Hội Hoàng gia Luân Đôn, khái niệm cộng đồng khoa học đã xuất hiện vào nửa sau của thế kỷ 19, chứ không phải trước đó, bởi vì trong thế kỷ này, ngôn ngữ của khoa học hiện đại nổi lên, sự chuyên nghiệp hóa của khoa học xuất hiện, các tổ chức chuyên ngành đã được tạo ra, và chuyên môn hóa các ngành và lĩnh vực khoa học xuất hiện.
Chẳng hạn, thuật ngữ nhà khoa học lần đầu tiên được đặt ra bởi nhà thần học - nhà thần học William Whewell vào năm 1834 và sự chấp nhận rộng rãi hơn của thuật ngữ này cùng với sự phát triển của các xã hội chuyên ngành cho phép các nhà nghiên cứu coi mình là một phần của một cộng đồng tưởng tượng rộng hơn, tương tự như khái niệm về tự nhiên.

## Thành viên, trạng thái và tương tác
Tư cách thành viên trong cộng đồng nói chung, nhưng không chỉ là một chức năng của giáo dục, tình trạng việc làm, hoạt động nghiên cứu và liên kết thể chế. Tình trạng trong cộng đồng có mối tương quan cao với hồ sơ xuất bản, và cũng phụ thuộc vào trạng thái trong tổ chức và tình trạng của tổ chức. Các nhà nghiên cứu có thể giữ vai trò của các mức độ ảnh hưởng khác nhau trong cộng đồng khoa học. Các nhà nghiên cứu có ảnh hưởng mạnh mẽ hơn có thể đóng vai trò là cố vấn cho các nhà nghiên cứu sự nghiệp ban đầu và chỉ đạo hướng nghiên cứu trong cộng đồng như các chương trình nghị sự. Các nhà khoa học thường được đào tạo trong học viện thông qua các trường đại học. Như vậy, bằng cấp trong các ngành khoa học phụ có liên quan thường được coi là điều kiện tiên quyết trong cộng đồng liên quan. Đặc biệt, tiến sĩ với các yêu cầu nghiên cứu của nó có chức năng như một dấu hiệu trở thành một nhà tích hợp quan trọng trong cộng đồng, mặc dù tư cách thành viên liên tục phụ thuộc vào việc duy trì kết nối với các nhà nghiên cứu khác thông qua xuất bản, đóng góp kỹ thuật và hội nghị. Sau khi có một tiến sĩ một nhà khoa học hàn lâm có thể tiếp tục qua là trên một vị trí học tập, nhận được một học bổng sau tiến sĩ và lên giáo sư. Các nhà khoa học khác đóng góp cho cộng đồng khoa học theo những cách khác nhau như trong công nghiệp, giáo dục, think tank hoặc chính phủ.
Các thành viên của cùng một cộng đồng không cần phải làm việc cùng nhau. Giao tiếp giữa các thành viên được thiết lập bằng cách phổ biến công việc nghiên cứu và các giả thuyết thông qua các bài báo trên các tạp chí đánh giá ngang hàng, hoặc bằng cách tham dự các hội nghị nơi nghiên cứu mới được trình bày và các ý tưởng trao đổi và thảo luận. Ngoài ra còn có nhiều phương pháp truyền thông không chính thức về công việc khoa học và kết quả là tốt. Và nhiều người trong một cộng đồng mạch lạc thực sự có thể không trao đổi tất cả các công việc của họ với nhau, vì nhiều lý do nghề nghiệp.